# Nihil obstat

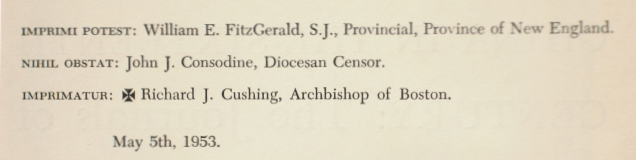
Un imprimi potest, un nihil obstat et un imprimatur (de Richard Cushing) sur un ouvrage publié par Random House en 1953. Il s'agit de la traduction anglophone d'un livre de Matteo Ricci et Nicolas Trigault.

Nihil obstat (« rien ne s'oppose » en latin) est une approbation officielle donnée par un censeur (le censor librorum) délégué de l'Église catholique pour la publication d'un travail traitant de la foi, de la morale, de la liturgie, un livre de prière ou encore traitant des Écritures.

## Présentation
La formulation entière est nihil obstat quominus imprimatur (« rien ne s'oppose à ce que ce soit imprimé »).
L'auteur de l'ouvrage concerné est souvent un membre du clergé ou d'un ordre religieux. La mention signifie ainsi que la publication est exempte d'erreur doctrinale ou de contradiction avec la morale catholique. Cette mention une fois accordée est placée au verso du titre ou du faux-titre de l'ouvrage.
Le nihil obstat, avec l'Imprimi potest, forme l'Imprimatur catholique.
Dans la constitution apostolique Veritatis gaudium (2018), le pape François a indiqué des normes pour les universités et les facultés catholiques, qui constituent un développement des règles de la constitution Sapientia Christiana (de) de 1979. Veritatis gaudium précise que le nihil obstat doit être obtenu pour qu'un conférencier soit employé de manière permanente, ou promu au niveau supérieur de la capacité d'enseignement (art. 27 §2). Le nihil obstat est également nécessaire pour les doyens des facultés catholiques, les recteurs d'universités ecclésiastiques et les présidents de facultés ecclésiastiques sui iuris, (art. 18).
Un nihil obstat fait partie des conditions requises par les Normes procédurales pour le discernement de phénomènes surnaturels présumés publiées en 2024 par le dicastère pour la Doctrine de la foi.